# Диомид (корвет)
«Диомид» — 24-пушечный парусный корвет Черноморского флота Российской империи. Участник войн с Францией 1804—1807 годов.

## Описание корвета
Парусный деревянный корвет. Длина корвета составляла 42,7 метра, ширина — 12,2 метра, осадка — 4,9 метра. Вооружение судна состояло из 24-х орудий.

## История службы
В 1805 году транспорт «Диомид» был переоборудования в корвет и вошёл в состав Черноморского флота.
Принимал участие в войнах с Францией 1804—1807 годов. Перейдя из Севастополя в Корфу, в 1806 году присоединился к эскадре вице-адмирала Д. Н. Сенявина. В апреле того же года ушёл в Кастельново и пробыв там до конца года, 29—31 января 1807 года вернулся в Корфу в составе отряда. В связи с начавшейся англо-русской войной с 12 по 28 декабря 1807 года перешёл из Корфу в Триест в составе эскадры капитан-командора И. О. Салтанова.
Корвет «Диомид» оставался в Триесте, пока не был продан французскому правительству 27 сентября 1809 года, а экипаж возвращен в Россию.

## Командиры корвета
С 1806 по 1809 год командиром корвета «Диомид» служил  А. Э. Палеолог.